# برنارتیتسه (ناحیه پیسک)
برنارتیتسه (به چکی: Bernartice) یک منطقهٔ مسکونی در جمهوری چک است که در ناحیه پیسک واقع شده‌است. برنارتیتسه ۱۰٫۱ کیلومتر مربع مساحت و ۱٬۲۸۶ نفر جمعیت دارد و ۲۴۷ متر بالاتر از سطح دریا واقع شده‌است.